# Nicolaes Eliaszoon Pickenoy
Nicolaes Eliaszoon Pickenoy o Nicolaes Eliasz. Pickenoy, (Amsterdam, 10 de gener de 1588 - Amsterdam. 1650/1656) fou un pintor barroc neerlandès, especialitzat en pintura de retrats i religioses.

## Biografia
Va ser fill d'un constructor d'edificis a Anvers, Elias Claeszoon Pickenoy, i que es va traslladar a Amsterdam abans del naixement de Nicolaes.
Probablement va estudiar pintura amb Cornelis van der Voort. El 1621, es va casar amb Levijntje Bouwens, una òrfena de vint-i-un anys, dos dels seus fills van morir en la infància. Va tenir com a deixeble a Bartholomeus van der Helst.

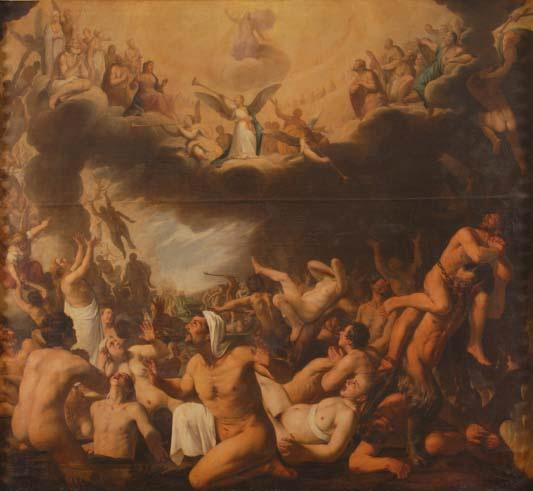
Judici Final. Museu de Cadis

Pickenoy va pintar retrats de grup, com la Lliçó d'anatomia del doctor Joahn Fonteyn (1626, Amsterdam Museum), el retrat col·lectiu dels Regents de l'orfenat való (1633, Amsterdam, Fundació Ruuscher) o el de La companyia del capità Jan Cleasz. Vlooswijk i el tinent Gerrit Hude (1642, Amsterdam, Rijksmuseum), i individuals, com els retrats del doctor Nicolaes Tulp del Stedelijk Museum d'Amsterdam, o el de Cornelis de Graeff (Gemäldegalerie (Berlín)), entre molts altres retrats de personatges neerlandesos.
A més a més de retrats va pintar un petit nombre de motius bíblics, com el Crist i la dona adultera del Museum Catharijneconvent d'Utrecht, basat en un dibuix de Maarten van Heemskerck, o el Judici Final del Museu de Cadis, amb nus d'arrel manierista, del que existeix rèplica, també signada, però de mida més petita en una col·lecció privada.
Va tenir un elevat nombre de deixebles -se citen fins a trenta-quatre- dels quals els més coneguts són Jan Vermeer van Haarlem, Job Adriaensz. Berckheyde i Paulus Potter, que podria haver entrat a estudiar amb Wet al maig de 1642. El mateix any en les actes de la guilda es recull un conflicte amb Philips Wouwerman a compte d'un deixeble d'aquest que s'havia passat al taller de Wet.

## Galeria
- Retrat d'un senyor (1629)
- Retrat de Cornelis de Graeff (1636)
- Catharina Hooft, la segona esposa de Cornelis de Graeff (1636)
- Retrat de dama